# 小华山街道
小华山街道，是中华人民共和国安徽省六安市裕安区下辖的一个乡镇级行政单位。

## 行政区划
小华山街道下辖以下地区：
六梅路社区、春江社区、园艺场社区、河浜社区、华府社区、和顺社区和十里岗村。